# Five Star
I Five Star (nome anche stilizzato come 5 Star) sono un gruppo musicale pop/R&B britannico formatosi nel 1983.
Il gruppo ha avuto successo nella seconda metà degli anni '80, con i primi tre album (in particolare col secondo Silk and Steel, certificato quattro volte disco di platino nel Regno Unito) e ha vinto nell'ambito dei BRIT Awards 1987 il premio come "miglior gruppo britannico".

## Formazione
- Denise Pearson
- Doris Pearson
- Lorraine Pearson
- Stedman Pearson[1]
- Delroy Pearson

## Discografia
Album
- 1985 - Luxury of Life
- 1986 - Silk & Steel
- 1987 - Between the Lines
- 1988 - Rock the Wood
- 1989 - Greatest Hits
- 1990 - Five Star
- 1991 - Shine
- 1994 - Heart and Soul
- 2001 - Eclipse
- 2003 - The Greatest Hits
- 2013 - The Remix Anthology - The Remixes